# Arndt-Verlag (Kiel)
Der Arndt-Verlag gehört zur Verlagsgruppe des rechtsextremen Verlegers Dietmar Munier. Ein Schwerpunkt des Verlagsprogramms liegt auf Geschichtsrevisionismus.

## Verlagsgeschichte
Der Arndt-Verlag wurde ursprünglich 1963 vom Namensgeber Heinz von Arndt gegründet, der zunächst der Deutschen Reichspartei und später der NPD angehörte. 1983 übernahm der Verleger Dietmar Munier den Arndt-Verlag und gliederte ihn in seine Lesen & Schenken Verlagsauslieferung und Versandgesellschaft mbH mit Sitz in Martensrade ein. Munier baute Arndt zu einem der größten und wichtigsten rechtsextremen Verlage in Deutschland auf.

## Verlagsprogramm
Das Programm umfasst das gesamte Spektrum geschichtsrevisionistischer Literatur sowie Erlebnis- und Zeitzeugenberichte. Auch einige moderne Schriften, so die Broschüre Ausländer Stopp – Handbuch gegen Überfremdung des ehemaligen NPD-Vorsitzenden Günter Deckert, wurden über den Arndt-Verlag veröffentlicht. Das Gros der Autoren stammt aus dem rechtsextremen Lager. Unter anderem veröffentlichten Franz W. Seidler, Gustav Sichelschmidt, Wilfred von Oven und Günter Zehm über Arndt. Bekanntester Autor ist der einflussreiche Holocaustleugner David Irving, der dort seine umstrittenen Biografien über Joseph Goebbels und Hermann Göring sowie sein Werk Die Geheimwaffen des Dritten Reichs veröffentlichte. Auch Videos mit Vorträgen bekannter Rechtsextremisten sind im Verlagsprogramm enthalten. Erfolgreiche Titel waren unter anderem das Buch Gespräche über Deutschland des Honecker-Vertrauten Hermann von Berg. Das geschichtsrevisionistische Buch Ein Weltkrieg wird programmiert von Dirk Kunert erschien als Lizenzausgabe im Ullstein Verlag.
Seit einigen Jahren versucht der Verlag, auch auf dem Markt für rechte Musik Fuß zu fassen. Angeboten werden vor allem Balladenzusammenstellungen, so die Kompilationsreihen Balladen des nationalen Widerstands und Unser Kampf, auf dem sich Musik unter anderem von Frank Rennicke, Annett, Sturmwehr und Rheinwacht befindet.
Neben dem Arndt-Verlag ist der Pour le Mérite-Verlag der Lesen & Schenken Verlagsauslieferung und Versandgesellschaft mbH angegliedert.

## Beobachtung durch den Verfassungsschutz
In Anbetracht seines Programmes wird der Arndt-Verlag vom Verfassungsschutz beobachtet und in verschiedenen Verfassungsschutzberichten der Länderbehörden Sachsens (2001) und Schleswig-Holsteins (2007, 2009, 2010) erwähnt. Er versuche, so der Verfassungsschutz Schleswig-Holstein, „den Lesern ein positives Bild über den Terror der Nationalsozialisten zu vermitteln“. Das Bundesamt für Verfassungsschutz erwähnt den Arndt-Verlag in seinen Berichten zu 2009, 2010, 2011 und 2012. Bildbände würden „die NS-Zeit beschönigen“ und die Militärtechnik des „Dritten Reichs“ verherrlichen, Texte noch 2011 einen Anspruch Deutschlands auf das Sudetenland formulieren.

## Verbreitung
Der Großteil des Verlagsprogramms wird nicht im Buchhandel angeboten, sondern über Versandkataloge vertrieben. In den Vorworten der Kataloge propagiert Munier immer wieder seine eigenen rechten Ansichten und greift Mitglieder der jeweiligen Bundesregierung scharf an.

## Namensgleichheit
Dieser Verlag ist nicht zu verwechseln mit dem Arndt-Verlag in Bretten, dessen Sortiment als Fachverlag auf die Thematik „Vögel“ ausgerichtet ist.